# Teddy Thompson (album)
Teddy Thompson, pubblicato nel 2000 dalla Virgin Records è l'album d'esordio dell'omonimo cantautore Teddy Thompson.

## Il Disco
Il primo album di Teddy Thompson è composto da dieci brani e da una ghost track, la cover di I Wonder If I Care As Much degli Everly Brothers.
Per il suo esordio Teddy Thompson collabora con diversi artisti già affermati nel panorama musicale, tra i quali spiccano Rufus Wainwright coautore di Missing Children e Emmylou Harris.

## Tracce
1. Wake Up - 4:27
2. Love Her For That - 4:06
3. Brink Of Love - 4:58
4. So Easy - 4:02
5. All I See - 4:23
6. All We Said - 4:05
7. A Step Behind - 4:53
8. Missing Children - 4:29 - (Teddy Thompson, Rufus Wainwright)
9. Thanks A Lot - 3:59
10. Days In The Park - 4:10
11. I Wonder If I Care As Much (Ghost Track) - 3:00 -  (Don Everly)

Musiche e testi: Teddy Thompson

## Musicisti

### Artista
- Teddy Thompson: voce, chitarra e harmonium

### Altri musicisti
- Richard Thompson - chitarra (1,2,5,6,10)
- Rufus Wainwright - voce (4)
- Judith Owen - voce (1)